# Бомбардополис
Бомбардополис (фр. Bombardopolis, гаит. креол. Bonbadopolis) — город, расположенный в холмистой местности на северо-западе Гаити, в департаменте Северо-Западный.